# Camden (Nova York)
Camden és una població dels Estats Units a l'estat de Nova York. Segons el cens del 2000 tenia 2.330 habitants.

## Demografia
Segons el cens del 2000, Camden tenia 2.330 habitants, 920 habitatges, i 598 famílies. La densitat de població era de 398,1 habitants/km².
Dels 920 habitatges en un 31,5% hi vivien nens de menys de 18 anys, en un 47,8% hi vivien parelles casades, en un 11,6% dones solteres, i en un 34,9% no eren unitats familiars. En el 30,9% dels habitatges hi vivien persones soles el 14,1% de les quals corresponia a persones de 65 anys o més que vivien soles. El nombre mitjà de persones vivint en cada habitatge era de 2,45 i el nombre mitjà de persones que vivien en cada família era de 3,05.
Per edats la població es repartia de la següent manera: un 26,6% tenia menys de 18 anys, un 7,8% entre 18 i 24, un 25,9% entre 25 i 44, un 23,3% de 45 a 60 i un 16,4% 65 anys o més.
L'edat mediana era de 38 anys. Per cada 100 dones de 18 o més anys hi havia 89,6 homes.
La renda mediana per habitatge era de 30.767 $ i la renda mediana per família de 39.063 $. Els homes tenien una renda mediana de 31.736 $ mentre que les dones 20.625 $. La renda per capita de la població era de 17.303 $. Entorn del 10,3% de les famílies i el 13,5% de la població estaven per davall del llindar de pobresa.